# Lily Braun
Lily Braun, urodzona jako Amalie von Kretschmann (ur. 2 lipca 1865 w Halberstadt, zm. 8 sierpnia 1916 w Berlinie) – niemiecka feministyczna pisarka oraz polityczka Socjaldemokratycznej Partii Niemiec (SPD).

## Życiorys
Urodziła się w Halberstadt w Saksonii jako córka Hansa von Kretschmanna, generała piechoty w pruskiej armii, oraz Jenny z domu von Gustedt (1843–1903). Jej babcia ze strony matki, pisarka Jenny von Gustedt (1811–1890), była nieślubną córką króla Westfalii Jerome'a Bonapartego, brata Napoleona, i jego kochanki Diany Rabe von Pappenheim.
Wychowana zgodnie z pruskimi wartościami i dyscypliną, rozwinęła jednak osobowość bezpośrednią i otwartą, do czego szczególnie przyczyniła się babcia Jenny von Gustedt. Kretschmann uchodziła za bardzo ambitną, a rodzina zapewniała jej dobre wykształcenie u prywatnych nauczycieli. Pod wpływem luteranizmu i kalwinizmu od najmłodszych lat zaczęła kwestionować burżuazyjne wartości rodziców, jak również tradycyjną rolę kobiet w społeczeństwie pruskim. Kiedy w 1890 jej ojciec przeszedł na emeryturę, sama musiała zapewnić sobie trwałe źródło utrzymania.
Od 1893 była zaangażowana w ruch kultury etycznej, który dążył do ustanowienia systemu moralności w miejsce tradycyjnych religii. Pracując jako dziennikarka dla feministycznej gazety „Die Frauenbewegung” („Ruch Kobiet”) wydawanej przez Minnę Cauer, zainteresowała się także ideami socjalizmu i ruchu feministycznego.
W 1895 dołączyła do Socjaldemokratycznej Partii Niemiec i od razu stała się jedną z liderek ruchu feministycznego. W partii należała do opozycji rewizjonistycznej, która nie wierzyła w teorie materializmu historycznego, ale dążyła do stopniowej zmiany społeczeństwa, a nie do rewolucji socjalistycznej. Próby mediacji pomiędzy proletariackimi i burżuazyjnymi kręgami feministycznymi, podejmowane przez bohaterkę, były mocno krytykowane. Jej propozycje dotyczące godzenia życia rodzinnego i zawodowego zostały odrzucone. Jej opinie w tzw. sporze o naturę kobiety były szczególnie krytykowane przez socjalistycznych autorów i autorki, takie jak Clara Zetkin, podczas gdy środowiska klasy średniej uważały jej pomysły za zbyt radykalne.
Podobnie jak jej znajoma działaczka polityczna Helene Stöcker, Lily Braun była pod silnym wpływem Fryderyka Nietzschego. Chciała, aby SPD skupiła się na rozwoju osobowości i indywidualności, a nie na wyrównywaniu poziomu wszystkich. Kobiety powinny mieć własną podmiotowość i nie powinny być traktowane wyłącznie jako (przyszłe) matki i żony. Chciała wolności ekonomicznej dla kobiet i opowiadała się za nowymi rodzajami relacji osobistych, np. zniesieniem prawnych małżeństw.
Wskutek jej nonkonformizmu i ciągłej krytyki ze strony członków partii, opuściła ją, jednak jej ideały nadal były jej bliskie – wraz z mężem wydawała tygodnik „Die neue Gesellschaft” („Nowe społeczeństwo”), w którym również publikowała.

## Życie prywatne
Jej pierwszy mężem był Georg von Gizycki, profesor filozofii na Uniwersytecie w Berlinie. Poślubiła go w 1893. Von Gizycki również był związany z SPD, jednak nigdy oficjalnie nie był jej członkiem. Po śmierci pierwszego męża w 1896 poślubiła Heinricha Brauna, polityka SPD i publicystę. Mieli jednego syna, Ottona Brauna, utalentowanego poetę, który zginął na froncie zachodnim w ostatnich miesiącach pierwszej wojny światowej.
Zmartwiona losem syna, zmarła wskutek udaru w wieku 51 lat w Zehlendorfie, obecnie dzielnicy Berlina. Po śmierci jej mąż, Heinrich Braun, poślubił Julię Braun-Volgestein, która była redaktorką Zebranych dzieł Lily Braun.

## Prace
Jej najpopularniejszą książką jest Die Frauenfrage, ihre geschichtliche Entwicklung und wirtschaftliche Seite (Kwestia kobiet, jej rozwój historyczny i aspekt ekonomiczny) z 1901, w której argumentowała, że kapitalizm, zatrudniając kobiety w przemyśle, zniszczył rodzinę i zmusił społeczeństwo do wprowadzenia socjalizmu. Polskie wydanie wyszło w 1904 nakładem Gebethnera i Wolffa.
Oprócz tego jej bardziej znane prace to:
- Wahrheit oder Legende: Ein Wort zu den Kriegsbriefen des Generals von Kretschman (Prawda czy legenda: słowo o listach wojennych generała von Kretschmara),
- Die Mutterschaftsversicherung: Ein Beitrag zur Frage der Fürsorge für Schwangere und Wöchnerinnen (Ubezpieczenie macierzyński: artykuł na temat opieki nad kobietami w ciąży i matkami),
- Die Frauen und die Politik (Kobiety i polityka),
- Memoiren einer Sozialistin – Lehrjahre (tłum. Róża Centnerszwerowa, wyd. pol. Gebethner i Wolff, 1913, 2 tomy)[5]
- Memoiren einer Sozialistin – Kampfjahre (Wspomnienia socjalistki – lata walki) (powieść),
- Mutterschaft: Ein Sammelwerk für die Probleme des Weibes als Mutter (Macierzyństwo: Zbiór prac o problemach kobiet jako matek),
- Die Frauen und der Krieg (Kobiety i wojna),
- Im Schatten der Titanen: Erinnerungen an Baronin Jenny von Sustedt (W cieniu tytanów: Wspomnienia baronowej Jenny von Sustedt) – biografia babci Braun; tytułowymi „tytanami” byli Napoleon Bonaparte, który był wujkiem von Sustedt, oraz Johann Wolfgang von Goethe, z którym zetknęła się w dzieciństwie,
- Lebenssucher (Poszukiwacze życia),
- Frauenarbeit und Beruf (Praca i kariera kobiet).